# Коява, Иосиф Даниилович
Ио́сиф (Сосо) Дании́лович Коява (груз. სოსო ქოიავა; род. 14 февраля 1933, Абаша, Грузия) — советский грузинский скульптор, член Союза художников СССР, лауреат премии Ленинского комсомола Грузинской ССР, ректор Тбилисской государственной академии художеств (1992—2003), академик Академии педагогических наук Грузии (1998).

## Биография
Окончил Тбилисскую государственную академию художеств.
С 1959 по 1964 год преподавал, с 1964 по 1974 год был заместителем директора, а с 1974 по 1979 год — директором Тбилисского художественного училища имени Тоидзе (среди учеников — Гиви Шишаберидзе, Акакий Масленников, Николай Танокий и другие).
С 1979 по 1988 год был заведующим кафедрой художественной обработки металла, с 1989 по 1992 год проректором по учебной работе, а с 1992 по 2003 год — ректором Тбилисской государственной академии художеств.
В 1998 году присвоено звание академика Академии педагогических наук Грузии.

## Семья
- Племянница — Цисана Левановна Нодия, художник-дизайнер по одежде.
  - Внучатый племянник — Бадри Топурия (род. 1956), художник[4].
- Племянница — Динара Нодия, художник-график.